# Katt Williams
Katt Williams, född 2 september 1971, är en amerikansk komiker och skådespelare.

## Filmografi (urval)
- 2002 – Friday After Next
- 2007 – Epic Movie
- 2007 – Norbit